# نزوح الكينزية ما بعد الحرب

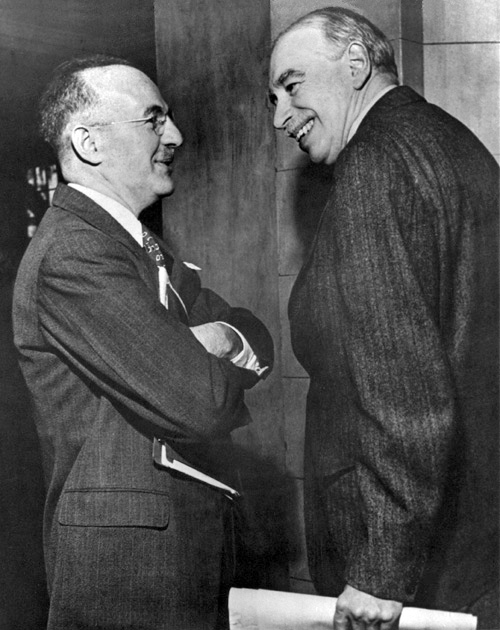
جون مينارد كينز (اليمين) وهاري ديكستر وايت في بريتون وودز عام 1944

كان نزوح الكينزية بعد الحرب سلسلة من الأحداث التي أدت، منذ بدايات غير ملحوظة غالبًا في أواخر أربعينيات القرن العشرين، إلى نزوح الاقتصاد الكينزي في بدايات ثمانينيات القرن العشرين، باعتباره التأثير النظري الرائد على الحياة الاقتصادية في العالم المتقدم. على نحو مماثل، أزيح التخصص ذات الصلة المعروف باقتصاد التنمية باعتباره التأثير الهادي على السياسات الاقتصادية التي تتبناها الدول النامية.
كان نزوح الفكر الكينزي مدفوعًا بأولئك الذين اتجهوا نحو سياسات سوق حر أكثر نقاء، بدلًا من الاقتصاد المختلط الذي يتطلب دورًا كبيرًا للتدخل الحكومي. شملت دوافعهم الكراهية تجاه الحكومات الكبيرة التي يرون أنها تميل إلى التدخل المفرط في حياة مواطنيها، وتفضيل فكري للاقتصاد الكلاسيكي أو الكلاسيكي الحديث والمدارس ذات الصلة، أو في بعض الحالات الاعتقاد بأن أفضل ما يخدم مصالحهم الفردية هو تعزيز دور محدود للحكومة. بُذلت الجهود ضد الكينزية على ثلاث جبهات؛ في العالم الأكاديمي، وفي السياسة، وفي العالم الأوسع؛ الأعمال والرأي العام.

## خلفية
بدءًا من عام 1936 بنشر كتابه؛ النظرية العامة للتوظيف والفائدة والنقد، كانت الثورة الكينزية في الفكر الاقتصادي بحلول نهاية أربعينيات القرن العشرين سببًا في رفع أفكار جون ماينارد كينز إلى مرتبة متقدمة في الاقتصاد السائد. كان النظام النقدي والتجاري الدولي الجديد في مرحلة ما بعد الحرب العالمية الثانية، والذي انعكس في الليبرالية المضمنة، بمثابة تأسيس لورد كينز جزئيًا، وليس فقط من الناحية النظرية. تفاوض كينز شخصيًا بشأن العديد من التفاصيل العملية في مؤتمر بريتون وودز في عام 1944. خلال العصر الذهبي للرأسمالية في خمسينيات القرن العشرين وستينياته، اعتمدت حكومات كل من الولايات المتحدة وبريطانيا العظمى والعديد من البلدان الأخرى مبادئ كينزية، واعتقد الكينزيون أن التدخل المعتدل من قبل الحكومات في اقتصاداتها المحلية من شأنه أن يحقق مستويات أعلى من التوظيف والازدهار مقارنة بما كان ليتحقق من السوق الحرة التي بلا دعم.

في المجال الأكاديمي، اقتصرت مكانة كينز بوصفها السلطة الرئيسية إلى حد كبير على عالم الأنجلوسكسونيون، وفي أماكن أخرى كان كينز يتمتع بنفوذ كبيرة ولكنه لم يكن مركزيًا. يرجع هذا جزئيًا إلى أن الاقتصاد الكلاسيكي الجديد، أي نظام الفكر الذي شن كينز ثورته ضده، لم يترسخ قط إلى ما هو أبعد من الدول الناطقة باللغة الإنجليزية في المقام الأول، حيث كان هناك في كثير من الأحيان تقليد في استخدام نماذج الاقتصاد المختلط مثل نظام التوجيهية الفرنسي. في حين كان أحد منتقدي كينز، الصحفي الاقتصادي هنري هازليت ليكتب في عام 1959:
«نجح كينز في غزو كل من العالم الأكاديمي الأنغلو الأمريكي الحالي، والعالم السياسي الغربي الحالي، تمامًا كما نجح ماركس في غزو روسيا والصين.»
على نحو مماثل، كانت السياسات الاقتصادية التي تبنتها بلدان العالم النامي تعتمد إلى حد كبير على اقتصاد التنمية، رغم أن هذا الفرع من الاقتصاد يُنظر إليه عادة باختلاف عن الكينزية، لكنه يشكل أيضًا نموذجًا اقتصاديًا مختلطًا تقوم العديد من مبادئه على عمل كينز. في السنوات الأولى التي تلت الحرب العالمية الثانية، كانت الولايات المتحدة تدعم اقتصاد التنمية إلى حد كبير، إذ اعتقدوا أن هذا من شأنه أن يساعد في التعجيل بانقلاب الإمبريالية، ومنع انتشار الشيوعية، والمساعدة السريعة في ظل الدول المتقدمة لتصبح اقتصادات رأسمالية مزدهرة، لذا مولوا نهوضها بشكل كبير من خلال برامج الأمم المتحدة. كانت الأنحاء المهمة الوحيدة في العالم التي رفضت المبادئ الكينزية هي الدول الشيوعية التي استخدمت نموذج الاقتصاد القيادي.
في ستينيات القرن العشرين، ظهرت القوى التي كان من المفترض أن تنهي في منتصف ثمانينيات القرن العشرين صعود أفكار كينز. يرى كاتب السيرة الذاتية اللورد سكيدلسكي أن هذه الأبعاد يمكن تقسيمها إلى أبعاد عملية وفكرية، فهي مترابطة ولكن بطريقة معقدة وغير مباشرة. كان فشل ما كان يُعتقد آنذاك أنه اقتصاد كينزي في وقف الركود التضخمي في سبعينيات القرن العشرين سببًا في إضفاء المصداقية على الهجمات الأكاديمية والشعبية على أفكار كينز. حتى أن البعض زعموا أن الأداء الاقتصادي الهزيل كان راجعًا إلى الاقتصاد الكينزي. كانت وجهة النظر الأخيرة مرفوضة بشكل قاطع من قبل مؤيدي اقتصاد ما بعد الكينزي، الذين اقترحوا أن التضخم في أعقاب حرب فيتنام كان راجعًا إلى قرار عدم تحمل تكاليف الحرب مع الزيادات الضريبية، ضد النصائح الكينزية.
وصف المؤرخون الاقتصاديون الفترة من عام 1951 حتى عام 1973 بأنها عصر كينز أو على نحو أكثر شيوعًا؛ العصر الذهبي للرأسمالية، وذلك بسبب متوسط نموها العالمي المرتفع نسبيًا، وانخفاض معدلات البطالة، والحد من اللامساواة الاقتصادية، وخفض الدين العام وانخفاض معدلات حدوث الأزمات المالية إلى حد كبير، فاستنادًا إلى هذه المعايير، اعتبر أناتول كاليتسكي أن العصر الكينزي أكثر عصور الرأسمالية نجاحًا حتى الآن. بعد الفترة الانتقالية في سبعينيات القرن العشرين، أصبحت الفترة الممتدة من نحو عام 1980 حتى عام 2009 تُسمى بعصر إجماع واشنطن.

## الثورة المناهضة للكينزية

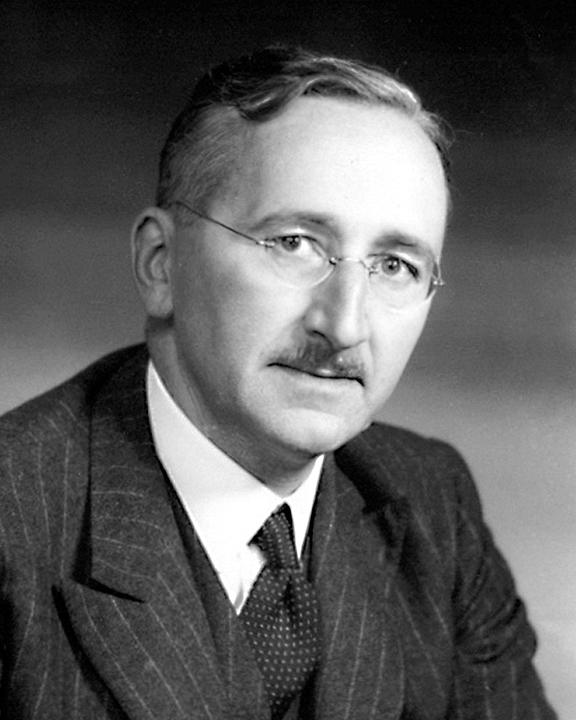
صديق كينز والناقد البارز فريدريش فون هايك

في عام 1947، جمع فريدريش فون هايك بين أربعين مفكرًا يحملون مشاعر تعاطف تجاه السوق الحر لتشكيل جمعية مونت بليرين. كان معظمهم من خبراء الاقتصاد ولكن كان من بينهم أيضًا صحفيون ومؤرخون وفلاسفة. كانت نواياهم الصريحة تتلخص في تغذية التيارات الفكرية التي من شأنها أن تعمل ذات يوم على إزاحة الكينزية وغيرها من التأثيرات الجمعية. كان من بين الأعضاء البارزين كارل بوبر، ومؤسس المدرسة النمساوية؛ لودفيج فون ميزس، إلى جانب الشاب آنذاك؛ ميلتون فريدمان. في البداية لم يكن للجمعية تأثير يُذكر على العالم الأوسع، وكان هايك يقول إن الأمر كان وكأن كينز ارتفع إلى مرتبة القداسة بعد وفاته، إذ رفض خبراء الاقتصاد السماح بالتشكيك في عمله. لكن في العقود التي تلت تأسيسها، قامت جمعية مون بليرين بأخذ دور محوري ضمن شبكة تتألف من أكثر من مئة مجتمع تفكير مناصر للسوق الحر تقع في مختلف أنحاء العالم. كانت مجتمعات التفكير تتمتع عادة بالدعم المالي من المصالح التجارية. حظيت مجتمعات التفكير بصورة جماعية بقبول متزايد لتفكير السوق الحرة داخل الأوساط الأكاديمية، وضمن الرأي العام وبين الحكومات. في الولايات المتحدة، كانت أكثر مجتمعات تفكير السوق الحر تأثيرًا هما مؤسسة التعليم الاقتصادي ومؤسسة التراث. في المملكة المتحدة ربما كان أكثر مجتمعين تأثيرًا هما معهد الشؤون الاقتصادية ومعهد آدم سميث.
انسحب هايك ذاته من الاقتصاد السائد في عام 1950 لكي يعمل بشكل رئيسي في الفلسفة السياسية. استمر فريدمان وغيره من الحلفاء في العمل كخبراء اقتصاد، ولو أنهم في مستهل الأمر لم يكن لديهم سوى تأثير هامشي على التخصص ككل.